# Зиновац, Фред
Фред Зиновац (нем. Fred Sinowatz; 5 февраля 1929 года, Нойфельд-на-Лайте, Бургенланд, Австрия — 11 августа 2008 года, Вена, Австрия) — австрийский государственный и политический деятель.

## Ранняя карьера
Фред Зиновац родился в Бургенланде в хорватской семье. Окончил философский факультет Венского университета. Получил степень доктора философии. Активный член СПА. Председатель земельного парламента Бургенланда в 1964—1966. Член земельного совета Бургенланда в 1966—1971, отвечал за вопросы культуры.

## Карьера в Правительстве
Министр образования и искусств в социалистическом правительстве Бруно Крайского в 1971—1983. Провел ряд реформ в системе образования, направленных на повышение социальной защищенности учащихся и преподавателей, повышения доступности образования. В 1981 после отставки с поста вице-канцлера Ханнеса Андроша, долгое время являвшегося ближайшим помощником Крайского и рассматривавшегося в качестве его вероятно преемника, занял помимо министерской должности также пост вице-канцлера.

## Канцлер Австрии
В 1983 году, после того, как СПА потеряла абсолютное большинство в парламенте, многолетний канцлер страны Бруно Крайский вышел в отставку. Фред Зиновац сформировал новое правительство страны, теперь уже коалиционное, с участием представителей Партии свободы. В том же году он был избран новым председателем Социалистической партии.
В 1984 правительству Зиноваца пришлось столкнуться с серьёзными протестами против планов по строительству гидроэлектростанции в Хайнбурге.
Правительству также пришлось решать проблемы крупного государственного сектора экономики страны, особенно гигантского промышленного концерна Voest-Alpine AG, и в 1985 было принято решение о его частичной приватизации.
Большой ущерб деловой репутации Австрии нанёс скандал с обнаружением в 1985 году в партии австрийского вина, предназначенного для экспорта в Германию, антифриза.
В 1986 году Фред Зиновац ушёл в отставку в знак протеста против избрания президентом Австрии Курта Вальдхайма, обвиняемого в службе в войсках СС в годы Второй мировой войны.

## Дальнейшая карьера
Зиновац оставался во главе Социалистической партии до 1988 года. Последние годы прожил в Бургенланде. В 1991 был осуждён за дачу ложных показаний по делу Вальдхайма.